# Back to the Beginning
Back to the Beginning fue un concierto de la banda de heavy metal británica Black Sabbath con varios artistas de apoyo, llevado a cabo el 5 de julio de 2025 en el estadio de Villa Park de Aston, Birmingham.
Fue el último concierto de la banda y de su cantante original, Ozzy Osbourne (1948-2025), quién falleció menos de tres semanas después del evento. También marcó la primera y única vez, desde la gira del Ozzfest de 2005, que la formación clásica de la agrupación (Osbourne, Tony Iommi, Geezer Butler y Bill Ward) se presentó en directo.
El nombre del evento hace referencia a la formación de la banda en 1968 en Birmingham. Osbourne insistió en organizar una última actuación para «devolver algo al lugar donde nací». Fue retransmitido en todo el mundo vía streaming.

## Antecedentes
La agrupación Black Sabbath se formó en Aston (Birmingham) en 1968 por Geezer Butler, Tony Iommi, Ozzy Osbourne y Bill Ward, quienes crecieron muy cerca unos de otros y también cerca del estadio de Villa Park. La banda desarrolló un estilo que más tarde se conocería como heavy metal y logró un éxito mundial, vendiendo más de 75 millones de álbumes.
Osbourne dejó la agrupación en 1979 y disfrutó de una exitosa carrera en solitario, aunque ocasionalmente se reunió con Black Sabbath. La última actuación con la formación original ocurrió en el Ozzfest de 2005. El concierto más reciente de la banda tuvo lugar en el Genting Arena en 2017, como parte de la gira The End Tour, aunque en esa ocasión Tommy Clufetos reemplazó a Ward en la batería.
A Osbourne le diagnosticaron la enfermedad de Parkinson en febrero de 2019 y ese mismo año sufrió daños en la columna tras una caída. A partir de entonces se presentó en directo muy pocas veces, pero en agosto de 2022 hizo una aparición sorpresa junto a Iommi para cerrar los Juegos de la Mancomunidad en el Alexander Stadium de Birmingham. A comienzos de 2025, Osbourne había perdido la capacidad de caminar debido a la enfermedad.
Un concierto benéfico de despedida de Black Sabbath y Osbourne fue anunciado por Sharon Osbourne, esposa de Ozzy, el 5 de febrero de 2025. El nombre del evento, Back to the Beginning, hacía referencia a la formación de la banda en Aston, ya que Osbourne insistió en realizar una última presentación para «devolverle algo al lugar donde nací».
Una semana antes del concierto, los cuatro miembros originales de la banda fueron nombrados Hombres Libres de la Ciudad de Birmingham. Coincidiendo con el acontecimiento, el Museo y Galería de Arte de Birmingham inauguró la exposición «Ozzy Osbourne: Héroe de la clase obrera», en la que se exhiben sus premios, recuerdos y fotografías. El artista Mr. Murals pintó un mural con la banda en el exterior de la estación de tren de Birmingham New Street, en Navigation Street, que se terminó en los días previos a la exposición. Fue visitado y firmado por los cuatro miembros de la banda el 29 de junio de 2025. Jack Osbourne presentó la proyección cinematográfica del documental sobre su padre The Nine Lives Of Ozzy Osbourne en el Millennium Point la víspera del concierto.

## Producción
Tom Morello ofició como director musical del concierto, que se celebró el 5 de julio de 2025 en el estadio de Villa Park, en Aston. Morello declaró que su intención era hacer de este el «mejor show de heavy metal de la historia». Lo comparó en magnitud con el Concierto Homenaje a Freddie Mercury y se mostró agradecido de que todos los miembros de Black Sabbath estuvieran vivos para disfrutar del homenaje. El promotor Andy Copping, de Live Nation, pasó dos años trabajando para organizar el espectáculo.
Las 45 000 entradas para el concierto se agotaron en dieciséis minutos, con 150 000 personas esperando en una fila virtual para intentar conseguir un lugar. Todo el evento se transmitió en línea mediante pago por visión, con un retraso de dos horas, y alcanzó un pico de 5.8 millones de espectadores simultáneos. Algunos pubs que anunciaron fiestas para verlo se vieron obligados a cancelarlas después de que la productora Kiswe amenazara con acciones legales si no adquirían una costosa licencia comercial. Otros locales sí lo proyectaron, lo que generó llenos totales y escasez de cerveza.
El evento utilizó un escenario giratorio para permitir cambios rápidos entre los artistas, un concepto que ya se había usado en 1985 durante el tramo londinense de Live Aid. Se estima que el evento recaudó 140 millones de libras esterlinas que se repartirán entre las instituciones Acorns Children's Hospice, Birmingham Children's Hospital y Cure Parkinson's.

## Presentaciones
| Orden | Artista(s)      | Tema(s) | Notas | Ref.          |
| ----- | --------------- | --- | --- | ------------- |
| 1     | Mastodon        | «Black Tongue» «Blood and Thunder» «Supernaut» | Mario Duplantier, Danny Carey y Eloy Casagrande se unieron a la banda para interpretar «Supernaut».                                                            | [ 33 ]        |
| 2     | Rival Sons      | «Do Your Worst» «Electric Funeral» «Secret» | | [ 33 ]        |
| 3     | Anthrax         | «Indians» «Into the Void» | | [ 33 ]        |
| 4     | Halestorm       | «Love Bites (So I Do)» «Rain Your Blood on Me» «Perry Mason» | | [ 33 ]        |
| 5     | Lamb of God     | «Laid to Rest» «Redneck» «Children of the Grave» | | [ 33 ]        |
| 6     | Supergrupo A    | «The Ultimate Sin» (Lzzy Hale, Nuno Bettencourt, Jake E. Lee, David Ellefson, Mike Bordin y Adam Wakeman) «Shot in the Dark» (David Draiman, Lee, Ellefson, Bordin y Wakeman) «Sweet Leaf» (Draiman, Bettencourt, Scott Ian, Ellefson, Bordin y Wakeman) «Believer» (Whitfield Crane, Bettencourt, Ian, Frank Bello, II y Wakeman) «Changes» (Yungblud, Bettencourt, Bello, II y Wakeman) | Tras la presentación del supergrupo se proyectó un videoclip de la canción «Mr. Crowley», interpretada por Jack Black, Roman Morello, Revel Ian y Yoyoka Soma. | [ 33 ] [ 34 ] |
| 7     | Alice in Chains | «Man in the Box» «Would?» «Fairies Wear Boots» | | [ 33 ]        |
| 8     | Gojira          | «Stranded» «Silvera» «Mea culpa (Ah! Ça ira!)» «Under the Sun» | Marina Viotti se unió a la banda durante «Mea culpa (Ah! Ça ira!)».                                                                                            | [ 33 ]        |
| 9     | Drum Off        | «Symptom of the Universe» (Travis Barker, Chad Smith, Danny Carey, Tom Morello, Nuno Bettencourt y Rudy Sarzo) | | [ 33 ]        |
| 10    | Supergrupo B    | «Breaking the Law» (Billy Corgan, Tom Morello, K. K. Downing, Adam Jones, Rudy Sarzo y Danny Carey) «Snowblind« (Corgan, Morello, Downing, Jones, Sarzo y Carey) «Flying High Again» (Sammy Hagar, Nuno Bettencourt, Adam Wakeman, Sarzo, Morello, Chad Smith) «Rock Candy» (Hagar, Bettencourt, Wakeman, Sarzo, Morello y Smith) «Bark at the Moon» (Papa V Perpetua, Vernon Reid, Bettencour, Wakeman, Sarzo y Travis Barker) «Train Kept A-Rollin» (Steven Tyler, Ronnie Wood, Bettencourt, Morello, Andrew Watt, Sarzo y Barker) «Walk this Way / Whole Lotta Love» (Tyler, Bettencourt, Watt, Morello, Sarzo y Smith) | | [ 33 ]        |
| 11    | Pantera         | «Cowboys from Hell» «Walk» «Planet Caravan» «Electric Funeral» | | [ 33 ]        |
| 12    | Tool            | «Forty Six & 2» «Hand of Doom» «Ænema» | | [ 33 ]        |
| 13    | Slayer          | «Disciple» «War Ensemble» «Wicked World» «South of Heaven» «Raining Blood» «Angel of Death» | | [ 33 ]        |
| 14    | Guns N’ Roses   | «It's Alright» «Never Say Die» «Junior's Eyes» «Sabbath Bloody Sabbath» «Welcome to the Jungle» «Paradise City» | | [ 33 ]        |
| 15    | Metallica       | «Hole in the Sky» «Creeping Death» «For Whom the Bell Tolls» «Johnny Blade» «Battery» «Master of Puppets» | | [ 33 ]        |
| 16    | Ozzy Osbourne   | «I Don't Know» «Mr. Crowley» «Suicide Solution» «Mama, I'm Coming Home» «Crazy Train» | Tommy Clufetos, Mike Inez, Adam Wakeman y Zakk Wylde acompañaron a Osbourne.                                                                                   | [ 33 ]        |
| 17    | Black Sabbath   | «War Pigs» «N.I.B.» «Iron Man» «Paranoid» | | [ 33 ]        |